# Bernardo di Cluny
Bernardo di Cluny, o di Morlaix, (Francia, XII secolo – Francia, XII secolo), è stato un monaco cristiano francese del XII secolo, appartenuto all'ordine dei benedettini.

## Biografia
Non sono note la famiglia d'origine e il luogo di nascita. Alcun fonti medievali citano Morlaàs in Béarn come suo luogo di nascita. Tuttavia, in alcuni documenti di quel periodo egli è chiamato Morlanensis, il che indicherebbe che era nativo di Morlaix in Bretagna. Uno scrittore, nel 1907, sul Journal of Theological Studies VIII, 354-359, sostenne che egli apparteneva alla famiglia dei signori di Montpellier in Linguadoca, e che nacque a Murles. Si ritiene che fosse all'inizio un monaco di Saint-Sauveur d'Aniane e che entrò poi nell'Abbazia di Cluny durante l'abbaziato di Ponzio di Melgueil (1109-1122). Molti dei suoi sermoni ed un trattato teologico, Colloquium de Trinitate (Dialogo sulla Trinità), sono pervenuti ai nostri giorni così come circa 1140 poemi che egli dedicò all'abate Pietro il Venerabile (1122-1156).
Bernardo fu autore del poema De Contemptu Mundi (Il disprezzo del mondo), da non confondere con l'omonima opera scritta in prosa dal cardinale Lotario di Segni, futuro papa Innocenzo III. Il componimento in tre libri di Bernardo (di oltre 3000 versi) è pungentemente satirico e stigmatizza le carenze di laici e religiosi, da lui osservate nel mondo che lo circondava, con abbondanza di visioni apocalittiche. Egli non risparmia nessuno: sacerdoti, suore, vescovi, monaci, e anche la stessa Curia romana vengono flagellati senza pietà per le loro mancanze. Per questo motivo venne stampato per la prima volta da Mattia Flacio Illirico in Varia poemata de statu ecclesiae corrupto (Basilea, 1557) come uno dei suoi testes veritatis, o testimoni della profonda corruzione della società e della Chiesa medievali, ed è stato più volte ristampato dai protestanti, nel corso del XVII e XVIII secolo. Seguendo il modello delle Satire di Giovenale, declinate in prospettiva cristiana, Bernardo non procede in modo ordinato contro i vizi e le follie della sua età, ma ribatte insistentemente sul carattere transitorio di tutti i piaceri materiali e sulla permanenza delle gioie spirituali.
Bernardo di Cluny nel de contemptu mundi spazia da un tema all'altro con la forza intensa della meditazione ascetica e con la maestosità dei suoi versi, in cui trova una certa ebbrezza feroce di ira poetica. Le sue descrizioni del cielo e dell'Aldilà fanno pensare a scene dell'Inferno dantesco: il freddo pungente, le fiamme infernali, i vermi divoratori, le onde di fuoco, e di nuovo l'idillio glorioso dell'età dell'oro e gli splendori del regno celeste sono formulati in una maniera che a volte anticipa lo stile di Dante. L'enormità del peccato, il fascino della virtù, la tortura di una cattiva coscienza, la dolcezza di un timorato di Dio, alternano la vita con il cielo e l'inferno come i temi del suo maestoso poema. Ritorna più volte sulla malvagità della donna, con una feroce invettive sul sesso, sui mali del vino, dei soldi, dello spergiuro e della divinazione. Maestro di un'elegante e forte latinità, esprime con rabbia profetica l'apostasia morale della sua generazione, non intravedendo in alcuno solidità spirituale: vescovi giovani e simoniaci, agenti oppressivi di società ecclesiastiche, componenti della Curia, legati pontifici e lo stesso papa sono trattati con massima severità.
Se la prima metà del XII secolo vide la comparsa di diversi nuovi fattori di laicismo sconosciuti nell'epoca precedente, più semplice e religiosa (si pensi all'incremento del commercio e dell'industria derivante dalle Crociate, la crescente indipendenza  delle città medievali, la laicizzazione della vita benedettina e lo sviluppo di sfarzo e lusso in un mondo fino ad allora feudale, in reazione al terribile conflitto tra Stato e Chiesa nella seconda metà dell'XI secolo), il canto di Bernardo rappresenta un grande grido di dolore alle coscienze,  da un'anima profondamente religiosa e persino mistica, ai primi albori di un nuovo ordine di ideali e di aspirazioni umane. Il flusso continuo e irregolare della sua denuncia è fermato, a volte in modo drammatico, da scorci di un ordine divino delle cose, sia nel lontano passato che in un prossimo futuro. Il poeta-predicatore risulta anche un profeta: l'Anticristo, dice, è nato in Spagna, Elia è rinato in Oriente. Gli ultimi giorni sono vicini, ed è doveroso che il vero cristiano si svegli e sia pronto alla dissoluzione di un ordine ormai cresciuto intollerabilmente, in cui la religione stessa è ormai rappresentata da sopraffazione e ipocrisia.
La metrica non è meno notevole della sua dizione: è in esametri dattilici, privi di sostituzioni spondiache, che risultano tripartiti, privi di cesura, con rime finali ed una femminile rima leonina tra le due prime sezioni. I versi sono noti come leonini cristati trilices dactylici e per la loro difficoltà di costruzione lo scrittore sostiene la propria ispirazione divina, ad opera dello Spirito Santo e della Sapienza, nell'esecuzione di uno sforzo di questo genere. Il poema inizia:
(Bernardo di Cluny, De Contemptu Mundi)
Si tratta di un verso solenne e maestoso, ricco e sonoro, che dimostra l'erudizione e la perizia metrica di Bernardo di Cluny, nel contesto della cultura latina del XII secolo, dei monasteri benedettini e del cattolicesimo in Francia in generale.
Settecento anni dopo, Richard C. Trench pubblicò le strofe iniziali del poema, a cominciare da "Urbs Sion aurea, patria lactea," nella sua poesia sacra latina (1849). John M. Neale tradusse questa parte del poema in inglese pubblicandola con il titolo "Jerusalem the Golden" nei suoi Inni medievali e sequenze (1851). Neale fece poi delle revisioni e aggiunte alla sua traduzione, in precedenza libera, quando lo pubblicò nel suo The Rhythm of Bernard (1858). Il testo trovato in Psalter Hymnal è il più noto dei quattro inni derivanti dalla traduzione di Neale.
Il compositore statunitense Horatio Parker compose l'oratorio Hora Novissima utilizzando un testo di Bernardo di Cluny tratto dal poema De Contemptu Mundi, nel 1893.
Bernardo è altresì noto perché il verso I, 952 del suo De Contemptu Mundi (Stat rosa pristina nomine, nomina nuda tenemus, ossia: "La rosa primigenia ci è rimasta solo nel nome, noi possediamo soltanto nudi nomi") fornì a Umberto Eco l'ispirazione per il titolo del suo celebre romanzo Il nome della rosa, che si conclude proprio con la citazione di questo verso. È stato notato, tuttavia, che le edizioni moderne dell'opera, sulla base di molti manoscritti, stampano la lezione Roma al posto di rosa (il verso significherebbe dunque: "Roma antica ci è rimasta solo nel nome, noi possediamo soltanto nudi nomi");lo stesso Eco lo riconobbe, rimanendo affascinato da questa peculiarità ( Umberto Eco, Il Diario Minimo.)